# Anton Frolov
Anton Valeryevich Frolov (tiếng Nga: Антон Валерьевич Фролов; sinh ngày 27 tháng 7 năm 1997) là một cầu thủ bóng đá người Nga. Anh thi đấu cho FC Olimpiyets Nizhny Novgorod.

## Sự nghiệp câu lạc bộ
Anh có màn ra mắt tại Giải bóng đá chuyên nghiệp quốc gia Nga cho FC Khimik Dzerzhinsk vào ngày 20 tháng 7 năm 2015 trong trận đấu với F.K. Volga-Olimpiyets Nizhny Novgorod.